# Albert z Thurn-Taxisu
Albert Maria 8. kníže z Thurn-Taxisu (Albert Maria Josef Maxmilián Lamoral, 8. kníže z Thurn-Taxisu, vévoda z Wörthu a Donaustaufu / Albert Maria Joseph Maximilian Lamoral, 8. Fürst von Thurn-Taxis, Herzog von Wörth und Donaustauf) (8. května 1867, Řezno (Regensburg) – 22. ledna 1952, Řezno) byl německý šlechtic, od roku 1885 kníže a hlava celého rodu Thurn-Taxisu. Před zánikem monarchistického zřízení ve střední Evropě mu náleželo dědičné členství v horních komorách parlamentů čtyř států. Patřil k nejbohatším velkostatkářům v Německu, do roku 1945 vlastnil také značný majetek v Československu (Litomyšl, Chotěšov). Byl rytířem Řádu zlatého rouna a sňatkem se spříznil s rodem Habsburků, kromě toho byl synovcem rakouské císařovny Alžběty.

## Životopis
Pocházel z významné šlechtické rodiny Thurn-Taxisů, narodil se v Řezně jako mladší syn prince Maxmiliána Thurn-Taxise (1831–1867) a jeho manželky princezny Heleny Bavorské (1834–1890), která byla starší sestrou rakouské císařovny Alžběty. Studoval práva a dějiny umění na univerzitách ve Würzburgu a Lipsku. Po předčasné smrti staršího bratra Maxmiliána (1862–1885) se stal knížetem a hlavou celého rodu Thurn-Taxisů, do dosažení plnoletosti (1888) zajišťovala správu majetku matka. Díky vlastnictví statků v několika zemích byl dědičným členem rakouské panské sněmovny, pruské panské sněmovny a první sněmovní komory v Bavorsku a Württembersku. Užíval také historický titul dědičného generálního poštmistra a v roce 1889 získal v Bavorsku titul vévody z Wörthu a Donaustaufu. Byl jmenován c. k. tajným radou a v roce 1889 obdržel Řád zlatého rouna. Během svého života pobýval převážně v Bavorsku, vlastnil ale také rozsáhlý majetek ve východních a západních Čechách (Litomyšl, Chotěšov, Rychmburk, Košumberk), na českých statcích mu patřilo přibližně 24 000 hektarů půdy a také několik honosných sídel (např. Chroustovice), která však rodina Thurn-Taxisů využívala jen zřídka. Patřil k nejbohatší evropské šlechtě, věnoval se podpoře umění a za první světové války jako inspektor Červeného kříže také charitě. Pozemková reforma v Československu nezasáhla jeho majetek nijak zásadně, přesto se s Československou republikou soudil o výši náhrad až u mezinárodního soudu v Haagu. Jako německému státnímu příslušníkovi mu byly všechny velkostatky v roce 1945 v Československu zestátněny na základě Benešových dekretů.
Kromě rakouského Řádu zlatého rouna obdržel řadu dalších vyznamenání, především v německých zemích. V roce 1923 získal čestný doktorát na univerzitě v Innsbrucku.
V roce 1890 se v Budapešti oženil s rakouskou arcivévodkyní Margaretou (1870–1955), dcerou generála arcivévody Josefa. Arcivévodkyni Margaretě i po sňatku náležel titul Její císařská a královská Výsost. Z jejich manželství pocházelo osm dětí, dědicem rodu byl nejstarší syn kníže František Josef Thurn-Taxis (1893–1971).